# Frederik Schwarz

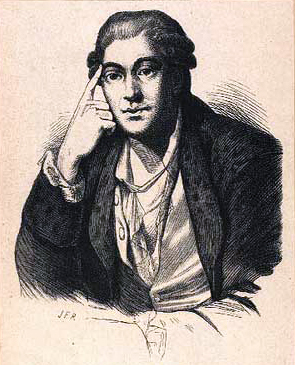
Frederik Schwarz.

Frederik Schwarz, född den 15 juni 1753 i Köpenhamn, död där den 13 juli 1838, var en dansk skådespelare. 
Schwarz kom 1767 till kungliga teaterns dansskola, debuterade 1773 som aktör och fick snart en omfattande repertoar, både i tragiska och komiska roller och där det gällde att framställa unga och gamla män. Han utarbetade 1778 en fullständig organisationsplan för teatern och fick sin forne gynnare Hans Wilhelm von Warnstedt till direktör. Som stiftare och ledare av Det dramatiske selskab 1775-78 och som teaterns instruktör sedan 1779 utövade han stort inflytande på skådespelarkonstens utveckling genom att alltid framhålla betydelsen av natur och sanning i konsten. Schwarz tog 1810 avsked som skådespelare och 1816 som instruktör. Han var även produktiv dramatisk översättare (34 pjäser). 